# Liste der Gemeinden auf Zypern
Dies ist eine Zusammenstellung von Listen der Gemeinden auf Zypern – sortiert nach Bezirk, unabhängig ob von der Türkischen Republik Nordzypern besetzt oder nicht:

## Gemeinden
- Liste der Gemeinden im Bezirk Famagusta
- Liste der Gemeinden im Bezirk Kyrenia
- Liste der Gemeinden im Bezirk Larnaka
- Liste der Gemeinden im Bezirk Limassol
- Liste der Gemeinden im Bezirk Nikosia
- Liste der Gemeinden im Bezirk Paphos